# Hjemmetysker
Hjemmetysker er en betegnelse for medlemmer af det tyske mindretal i Sønderjylland. I historisk forstand blev begrebet brugt om personer, der havde hjemme i Sønderjylland, i modsætning til tilflyttere. Begreberne hjemmetysker og tysksindet bruges stadig uformelt, men opfattes af nogle som nedsættende.

## Baggrund
Betegnelsen blev udbredt blandt dansksindede sønderjyder i den tyske tid i årene 1864-1920, da Sønderjylland (Nordslesvig) tilhørte Preussen. Der var behov for at skelne mellem tilflyttede tyskere og indfødte, tysksindede sønderjyder. De sidstnævnte talte ofte sønderjysk og havde danskklingende navne, men følte sig som tyske og stod på den tyske side i grænsekampen. Fra dansk side kunne de således opfattes som folk med dansk baggrund, der var blevet tysksindede. Hjemmetyskere, neutrale og dansksindede havde tit den samme sociale baggrund i bondestanden og talte sønderjysk, i modsætning til de indflyttede embeds- og tjenestemænd.
Den første sikre kilde til udtrykket hjemmetysker er en artikel i den dansksindede avis Dannevirke under den slesvig-holstenske borgerkrig i 1848. Udtrykket blev dengang brugt agitatorisk fra dansk side. Også i årene omkring 2. verdenskrig, da det tyske mindretal blev nazistisk og var præget af samarbejde med besættelsesmagten, og under det senere retsopgør, kunne begrebet bruges på en værdiladet baggrund fra dansk side.
Siden begyndelsen af det 1900-tallet er udtrykket også blevet brugt neutralt, herunder af det tyske mindretal om sig selv. Nogle vil dermed markere tyskhedens hjemstavnsret i Sønderjylland.
En skildring af hjemmetyskhedens baggrund og stilling i mellemkrigstiden findes i Lorenz Christensens tale Hjemmetyskheds-Problemet fra 1929. Han opfatter grænselandet som et sted, hvor to kulturer naturligt mødes, selv om han anerkender, at de fleste sønderjyder taler en dansk (jysk) dialekt. Valget af kultur og sindelag skyldes idealisme og ikke nødvendigvis materielle motiver, som han mener, det blev hævdet fra dansk side. Mange sønderjyder har sympatier i begge retninger eller har skiftet side. Lorenz Christensen giver udtryk for, at grænsebefolkningen har en oppositionel indstilling til magthaverne, og at det danske håb om at assimilere tyskheden både er uretfærdigt og urealistisk. Lorenz Christensen var en del af det tyske mindretal og doktor i statskundskab. Han blev senere nazist og udarbejdede et omfattende værk om danske jøder, som hjalp den tyske besættelsesmagt ved deportationen af jøderne i 1943.

## Etniske grupper i Sønderjylland
I datidens forståelse kunne man inddele befolkningen i fire grupper:
- Dansksindede sønderjyder.
- Hjemmetyskere.
- Rigstyskere (tilflyttet sydfra).
- Rigsdanskere (tilflyttet nordfra).

### De blakkede
Dertil kom gruppen med neutralt eller ubestemmeligt sindelag, som fra dansk side blev kaldt de blakkede. Der blev appelleret til dem fra begge sider i grænsekampen. Adjektivet blakket betyder egentlig af grumset/bleg farve, falmet eller broget og havde dengang ikke samme entydigt negative betydning som i dag. Denne neutrale gruppe fandtes især blandt småkårsfolk i sognene tæt på grænsen i mellemkrigstiden.

### Den skæve firkant
"Den skæve firkant" mellem Højer, Løgumkloster, Tinglev og grænsen var et område, hvor der var faldet mange stemmer for Tyskland ved folkeafstemningen i 1920. Sognene Højer, Højer landsogn, Tinglev, Tønder og Ubjerg havde tysk flertal. Her stod det organiserede tyske mindretal stærkest, og grænsekampen fortsatte til 1945, da mindretallet og kræfter i Tyskland arbejdede for en grænseflytning, for eksempel til Tiedjelinjen.